# Lavoro implicito
Il "lavoro implicito" è una teoria riguardante il management e l'organizzazione del lavoro esposta da Sergio Bellucci nella sua monografia del 2005 E-work. Lavoro, rete innovazione.

## Il modello organizzativo
Secondo l'autore il lavoro definisce tutte le attività che vengono compiute dagli utenti dei sistemi informatici connessi in rete e quelli dei social network, necessari al funzionamento di una piattaforma informatica, generalmente on line, a cui si è richiesto un prodotto o un servizio gratuito o a pagamento.
Il lavoro implicito è svolto, generalmente, attraverso l'uso di una strumentazione a carico dell'utente che, in genere, oltre ad non essere retribuito per far funzionare la piattaforma, si fa carico anche dei costi del funzionamento dell'impianto necessario all'accesso, ma anche di tutte le risorse necessarie al suo funzionamento (come ad esempio l'energia per il funzionamento degli apparati e i costi di connessione).
Nei servizi on-line, inoltre, lo sviluppo del lavoro implicito si caratterizza, da parte dell'azienda che lo implementa all'interno della sua struttura produttiva, sia per la riduzione del personale prima impiegato nella produzione del servizio o prodotto offerto, sia per un vero e proprio processo di esternalizzazione di una parte del ciclo nel corpo sociale, una collocazione verso l'utenza del segmento di lavoro che di fatto viene messo in carico all'utente che acquista il servizio o lo utilizza in cambio dell'uso dei propri dati.

## La dimensione sociale del lavoro e della vita nell'era digitale
Il lavoro implicito descrive, inoltre, una nuova forma di relazione tra il tempo di vita e il tempo di lavoro. Bellucci sostiene che:
"La differenza sostanziale, però, è che questo nuovo quadro relazionale, a differenza di quelli del passato, ha sempre dietro una transazione economica. La struttura del nuovo capitalismo avvolge la condizione di vita al punto di porsi come la nuova struttura relazionale, ma ad un costo preciso, quello dell'apparecchiatura necessaria, dei costi del collegamento, del pagamento di un servizio, di imporre un lavoro implicito. Girare in una città sconosciuta era, spesso, un'occasione per chiedere un'informazione su un luogo, una via, un ristorante. Ora basta connettersi al proprio centro servizi e, pagando, avere “comodamente” l'informazione sul proprio telefonino o sul display dell'auto. Far sentire ad una persona la propria vicinanza era la scusa per un viaggio o una visita, oggi è sufficiente, il più delle volte, una telefonata, un messaggio SMS, una videofoto trasmessa attraverso la rete. Il mantenimento del legame con la propria sfera di relazioni assume, in pratica, un valore economico di dimensioni crescenti.

## La forma del nuovo lavoro nel digitale
Nella sua analisi Bellucci propone la nascita di una nuova forma dell'organizzazione scientifica del lavoro che si rende possibile per il mezzo delle tecnologie digitali. La nuova forma definisce il passaggio dalla tradizionale forma tayloristica a quella che Bellucci chiama il Taylorismo digitale. 
"Come è stato ampiamente sperimentato in questi anni, in quella che è stata definita come una vera e propria "rottura" del paradigma produttivo, l'innovazione tecnologica rende oggi possibile una destrutturazione degli apparati decisionali, un ripensamento delle gerarchie funzionali per come le abbiamo conosciute in quasi tutto il ‘900 e una estensione nel corpo sociale di una fetta di lavoro attraverso quello che definisco come il lavoro implicito. È l'impianto della struttura socio-politica capitalistico-fordista - che aveva connaturato l'intera dimensione umana, sul piano produttivo, statale, sociale, fino ad arrivare a quella artistica - che oggi è possibile rileggere a partire dalle nuove potenzialità che i sistemi comunicativi integrati e su rete ci mettono a disposizione".
Arturo Di Corinto, sulla base di tale elaborazione sostiene, in un articolo pubblicato per il settimanale Aprile, la necessità di un nuovo statuto dei lavori.

## Il Digital labour
Il concetto di lavoro implicito viene si inserisce nel più generale concetto del digital labour, un filone di studi che vede nella interpretazione del lavoro cognitivo una nuova centralità del conflitto tra capitale e lavoro. L'esempio tradizionale fatto dagli studiosi del digital labour è quello dell'Amazon Mechanical Turk